# Exoplanet
En exoplanet, eksoplanet eller ekstrasolar planet er en planet, der kredser om en anden stjerne end Solen. Igennem flere århundreder har mennesker spekuleret på om, og i givet fald hvor mange, sådanne planeter der findes, men først i 1990'erne var observationsteknikken tilstrækkelig forfinet til at man kunne påvise exoplaneter. Til gengæld er det sidenhen gået stærkt; siden 2002 er der gjort 20 nye opdagelser om året og flere gange højere de sidste par år, og pr. 4. april 2014 kender man til 1780 exoplaneter. Astronomer kender i øjeblikket over 5000 exoplaneter, der på nuværende tidspunkt kræver en dybere analyse før de kan blive publiceret.
Beregninger tyder på at mindst 10% af de stjerner, der ligner Solen, har en eller flere planeter, men det tal kan meget vel vise sig at være større. Langt størstedelen af de fundne planeter har vist sig at være meget større end Jorden og ligge uden for den beboelige zone. Den største interesse samler sig om de få Jord-lignende exoplaneter i den beboelige zone, hvor der kunne findes flydende vand. I 2016 blev der fundet en Jord-lignende planet, Proxima b, i kredsløb om vores nærmeste nabo-stjerne, kun 4,25 lysår borte.

## Historie
I adskillige århundreder har man spekuleret på om der findes planeter andre steder end i vores eget Solsystem, og ledt efter dem. Da man ikke kunne se nogen, opstod tanken om at vores Solsystem måske er enten helt unikt, eller et ekstremt sjældent fænomen.

### Fejlagtige rapporter
Talrige gange de sidste 150 år har folk hævdet at have fundet en exoplanet: I 1855 skrev kaptajn W. S. Jacob ved Det britiske ostindiske kompagnis observatorium i Madras, at nogle "ujævnheder" i dobbeltstjernen 70 Ophiuchi's bevægelser højst sandsynligt skyldtes en hidtil uset planet i kredsløb om en af dobbeltstjerne-systemets "medlemmer". I 1890'erne beregnede Thomas J. J. See fra University of Chicago sammen med den amerikanske flådes observatorium, at "ujævnhederne" stemte overens med en planet der kredsede én gang om en af stjernerne hvert 36. år. Desværre påviste Forest Ray Moulton kort tid derefter, at den foreslåede omløbsbane ville være højst ustabil, og derfor temmelig usandsynlig.
Op igennem 1950'erne og 1960'erne hævdede Peter van de Kamp ved flere lejligheder at have påvist en exoplanet, denne gang vedrørende Barnards stjerne. Astronomer betragter generelt alle disse samt tidligere rapporter om exoplaneter som "falske alarmer".

### Den første bekræftede exoplanet
Den første offentliggjorte opdagelse af en exoplanet som siden er bekræftet, blev gjort i 1988 af de canadiske astronomer Bruce Campbell, G. A. H. Walker og S. Yang: Deres målinger af radialhastigheder tydede på at en planet kredser om stjernen Gamma Cephei, også kendt som Alrai. De var forsigtige med direkte at påstå at der findes en planet, og i astronom-kredse herskede der i en årrække en del skepsis omkring denne og andre observationer der også tydede på mulige planeter — især fordi målingerne var på kanten af hvad der var muligt med den tids observationsteknologi — eksempelvis var det svært at skelne mellem en meget stor planet og en brun dværgstjerne på den afstand.

Året efter blev der foretaget flere observationer af Gamma Cephei, som synes at bekræfte planet-teorien. I 1992 blev der til gengæld sået tvivl om tolkningen af observationerne. Endelig, i 2003, var observationsteknologien forfinet tilstrækkelig til, at man kunne bekræfte denne planets eksistens.

### Pulsarplaneter
I 1991 mente Andrew Lyne, M. Bailes og S.L. Shemar at have fundet en exoplanet omkring pulsaren PSR 1829-10, ud fra målinger af små variationer i de ellers uhyre frekvens-stabile radiopulser som pulsaren udsender: De tiltrak sig stor opmærksomhed, men trak deres rapport tilbage kort efter.
I begyndelsen af 1992 rapporterede den polske astronom Aleksander Wolszczan at han havde fundet en anden pulsar; PSR 1257+12. Denne gang blev opdagelsen hurtigt bekræftet, og regnes i dag for at være den exoplanet der først opnåede den endelige bekræftelse. Pulsarer er resterne af en supernovaeksplosion, så disse såkaldte pulsarplaneter er enten hvad der er tilbage af det planetsystem stjernen havde inden den eksploderede, eller også er de "nye" planeter, dannet af det stof som stjernen slyngede ud i rummet ved sin eksplosion.

### Planeter omkring hovedseriestjerner
Den 6. oktober 1995 opdagede Michel Mayor og Didier Queloz fra universitetet i Geneve for første gang en exoplanet der kredser omkring en hovedseriestjerne; 51 Pegasi. Dette indledte en ny "tidsalder" i jagten på exoplaneter: Nye landvindinger indenfor især spektroskopi gjorde at man nu opdagede mange nye exoplaneter i et hastigt tempo. Nu kunne man "spore" planeter ved at iagttage deres tyngdekrafts indvirkning på lyset, og afsløre dem når de passerede imellem deres stjerne og Jorden.

## Påvisning af exoplaneter
Enhver planet er en yderst svag lyskilde sammenlignet med den stjerne den kredser om, så derfor er astronomerne nødt til at ty til indirekte måder at påvise en exoplanet på. Det er lykkedes at "se" (fotografere) en exoplanet direkte, men der ud over har seks andre og mere indirekte metoder "givet bid":
- Direkte observation, se for eksempel de fire planeter om HR 8799.[8]
- Astrometri, som består i at måle stjernens nøjagtige position gentagne gange: Hvis en tung planet kredser tæt omkring stjernen, vil den lave nogle bittesmå cirkel- eller ellipseformede bevægelser.
- Radialhastigheden for en stjerne — den fart hvormed stjernen enten nærmer eller fjerner sig i forhold til en observatør på Jorden — kan måles ud fra dopplereffekten: Her søger også man efter de karakteristiske cirkel- eller ellipsebevægelser. Indtil 2014 var det denne metode, der havde opdaget flest exoplaneter.
- Pulsarer udsender radiosignaler med uhyre regelmæssige mellemrum, så ved at måle eventuelle variationer i disse signaler kan man ligesom med radialhastigheden "afsløre" eventuelle exoplaneter ved hjælp af dopplereffekten.
- Planetpassage eller planettransit dvs. når planeten passerer direkte imellem sin egen stjerne og en observatør på Jorden, medfører at man fra Jorden ser en lille smule mindre lys end normalt fra stjernen, i den tid planeten "formørker" stjernen. Kepler-rumteleskopet undersøgte i perioden 2009-18 lysstyrken 500.000 stjerner, og fandt 2.681 bekræftede exoplaneter samt yderligere 2.900 potentielle eksoplaneter, der pr. november 2018 endnu ikke var næremre undersøgt og bekræftet.[9] Kepler-rumteleskopet har opdaget ca. 70% af alle kendte exoplaneter.[10][9]
- Gravitationelle mikrolinser er lysbrydninger der skyldes tilstedeværelsen af tyngdekraft. Stjerner danner disse "linseeffekter", men en eventuel planet omkring stjernen bidrager også til denne effekt, og det kan måles.
- Skiver af støv, som findes omkring en række stjerner, kan påvises gennem infrarøde observationer, fordi stjernen i midten opvarmer partiklerne i støvet og derved får dem til at "lyse infrarødt". Observationer viser at der findes planetstore objekter til stede i disse støvskiver.

Adskillige rumflyvninger er planlagt, hvorunder man vil forsøge at anvende nogle af disse metoder fra rummet: Her undgår man den atmosfæriske lufts forvrænging, og man kan observere de infrarøde bølgelænger som luften absorberer. Visse af disse fartøjer er i stand til at konstatere planeter på størrelse med Jorden.

## Betegnelser for planeter
De planeter man opdager omkring en stjerne tildeles alfabetets små bogstaver, startende med b; for eksempel 51 Pegasi b, 51 Pegasi c, 51 Pegasi d osv., i den rækkefølge planeterne bliver opdaget. Bogstavet a bruges ikke, da det kan misforstås som en betegnelse for stjernen selv frem for den først opdagede af dens planeter. Før opdagelsen af 51 Pegasi b i 1995 brugte man store bogstaver, startede med A, og tildelte bogstaver i den rækkefølge planeterne var ordnet omkring stjernen, med den inderste som "A-planeten".

## Exoplaneternes generelle træk
De fleste af de exoplaneter man har opdaget, kredser om stjerner der nogenlunde ligner vores sol; hovedseriestjerner af spektralklasse F, G og K, først og fremmest fordi det primært er omkring disse stjerner man har søgt efter planeter. Men selv når man tager højde for det forhold, er der noget der tyder på at mindre/lettere stjerner enten sjældent har planeter, eller også er deres planeter meget små og derfor svære at opdage. Omvendt tyder nylige observationer foretager med Spitzer-rumteleskopet på, at større, mere lysstærke stjerner når at "blæse" det stof der ellers ville være blevet til planeter, ud i rummet længe inden det kan "samle sig" i planeter.
Alle stjerner består overvejende af de lette grundstoffer brint og helium, men der ud over indeholder de også større eller mindre mængder af tungere grundstoffer, eller "metaller" som astronomerne kalder dem. Stjerner med højt indhold af "metaller" er tilsyneladende mere tilbøjelige til at have planeter end stjerner med et lavere "metal"-indhold.
En analyse af 850 stjerner med planeter viser, at massive planeter af Jupiter/Saturn-type næsten udelukkende er observeret i kredsløb omkring spektralklasse F, G og K med højere metallicitet (målt som [Fe/H]) end Solen .
Af stjerner med en [Fe/H] metallicitet i forhold til Solens på ca. 0,3x(Sol) har kun ca. 3% af planeter, ved 1x(Sol) ca. 4-5%, ved 1,75 x(Sol) ca. 12%, ved 2,33x(Sol) ca. 17% og ved 3x(Sol) ca. 25%.
Langt de fleste af de exoplaneter man har fundet hidtil, er langt større og tungere end Jorden — 90 procent er mere end 10 gange tungere. Det skyldes først og fremmest at det i sagens natur er lettere at påvise en stor planet end en lille, og besværliggør en statistisk analyse. Alligevel er der tegn på at små planeter er mere udbredte end store — alene det faktum at det alle vanskeligheder til trods er lykkedes at finde adskillige planeter der blot er lidt større end Jorden, tyder på at mindre planeter må være en nogenlunde "almindelig" foreteelse.
Man formoder at langt de fleste kendte exoplaneter er store gas-kæmper ligesom Jupiter i vores eget solsystem — dette er dog kun blevet bekræftet for planeter der "røbede sig" ved at passere ind foran deres "sol". Nogle få af de mindste exoplaneter formodes at være "faste" kloder, lavet af klippemateriale som vores egen Jord.
Mange exoplaneter kredser meget tættere om deres stjerne, end selv vort solsystems inderste planet, Merkur gør omkring vores Sol — igen skyldes det at de anvendte observationsmetoder, især radialhastighedsmålingerne, har lettere ved at "se" en planet jo tættere den er på stjernen. Astronomerne var i første omgang forbavsede over at finde "varme Jupiuter'e"; Jupiterlignende planeter i snævre baner omkring deres stjerner, men det har senere vist sig, at langt de fleste exoplaneter i Jupiters "vægtklasse" har store omløbsbaner i stor afstand fra stjernen.
De fleste kendte exoplaneter har temmelig excentriske, eller "langstrakte", omløbsbaner. Denne gang skyldes det ikke vores observationsmetoder — en planet i en cirkelformet bane er hverken lettere eller sværere at opdage end én i en langstrakt, elliptisk bane. Denne opdagelse har overrasket astronomerne; i vores eget solsystem, og i vore hidtidige teorier for et solsystems dannelse, følger planeterne noget nær cirkelformede baner. Én teori forklarer det med at såkaldte T-dværge (metanholdige dværgstjerner) der "gemmer sig" i et planetsystem, og med deres tyngdekraft "forstyrrer" planeterne så de får lange, elliptiske baner frem for cirkelrunde. En anden mulighed er, at vort solsystem blot er et "usædvanligt tilfælde" med dets udpræget cirkelformede omløbsbaner.

Der er stadig utallige uafklarede spørgsmål vedrørende exoplaneterne: Hvad består de af? Har de måner, og i givet fald hvor mange? Og måske allermest interessant: Er der liv på dem? Mange planeter ligger i afstande fra deres "sole", der muliggør et klima nogenlunde som her på Jorden, men de er alle "kæmper" mere lig Jupiter end Jorden, så hvis disse planeter har måner, er disse måner formodentlig det mest oplagte sted at lede efter liv. Men selv om sådanne livsformer skulle være et udbredt fænomen, varer det mange år før vi er i stand til at påvise dem på interstellare afstande — undtagen hvis dette liv er avanceret nok til at sende radiosignaler.

## Jordlignende exoplaneter
Et meget interessant spørgsmål om en exoplanet er om den ligner Jorden, om den kan sammenlignes med Jorden med hensyn til en række parametre:
- en sammenlignelig størrelse
- en sammenlignelig masse
- ligger den i den beboelige zone

Vigtige parametre, som er mere vanskelige at afklare, er:
- tilstedeværelsen af flydende vand, er det en vandverden
- tilstedeværelsen af en atmosfære

Kun et fåtal af de fundne exoplaneter er sammenlignelige med Jorden.
Astronomerne er på jagt efter jordlignende exoplaneter om de nærmeste stjerner, og de har været heldige:
- Proxima Centauri b i en afstand af 4,24 lysår om den nærmeste stjerne

- Ross 128b i en afstand af 11 lysår [12]

### Liv på exoplanter
Det mest interessante spørgsmål er om der findes liv andre steder i universet og nu spørger forskernes sig om der er liv på exoplaneterne. Foreløbig har forskerne koncentreret sig om at finde vand på exoplaneterne, som den essentielle forudsætning for liv som vi kender det; om exoplaneten er en vandverden. Der er som bekendt ikke modtaget nogen kommunikation fra fremmede livsformer i universet, og om de mulige livsformer i universet prøver at kommunikere med os via bevidste signaler, er nok mere usandsynligt, end at vi kan finde spor efter fremmede livsformer. Forskere regner med at flygtige molekyler kan være spor efter liv og har konstrueret en check-liste af 14.000 molekyler med op til 6 atomer, der kan være potentielt flygtige. På listen er der 2.500 molekyler af CNOPSH (C – carbon, N – nitrogen, O – oxygen, P – fosfor, S – svovl, og H – hydrogen). Forskerne foreslår at der konstrueres måleinstrumenter, der skal kunne detektere sådanne molekyler i exoplaneternes atmosfære.

## Exoplaneter i den beboelige zone
Listen over exoplaneter i den beboelige zone føres løbende i Habitable exoplanets catalog. Her er nogle exoplaneter, som er kandidater til planeter med liv:
- LHS1140b [16]
- TRAPPIST-1 [17][18][19][20]
- Gliese 625b [21]
- Kepler-186f, Keppler 22b, Gliese 581g, Gliese 667Cc, Kepler-22b, HD 40307g, HD 85512b, Tau Ceti e, Gliese 163c, Gliese 581d, Tau Ceti f [22]
- WASP-17b, HD209458b, WASP-12b, WASP-19b og XO-1b

## Milepæle og rekorder blandt exoplaneter
Ud af de få oplysninger vi kan måle os til, tegner der sig et billede af ekstreme og usædvanlige verdener, som i nogle tilfælde kuldkaster væsentlige dele af vore hidtidige teorier for hvordan planeter dannes og udvikler sig.

### Kepler-186f
Kepler-186f er en exoplanet, som er i kredsløb om den røde dværg Kepler-186, ca. 493 lysår fra jorden. Kepler-186f er den første planet med en radius der er sammenlignelig med jordens og som er i den beboelige zone af en anden stjerne. NASAs Keplerteleskop opdagede Kepler-186f via passagemetoden. Resultatet blev præsenteret på en konference i 2014.

### HD 209458 b
HD 209458 b blev først "afsløret" med radialhastighedsmetoden, men blev senere observeret da den passerede ind foran sin stjerne. I 2001 observerede et hold astronomer HD 209458 b's atmosfære, og fandt det spektroskopiske "fingeraftryk" af natrium — det var dog ikke nær så intenst som man havde forventet, hvilket antyder at et højtliggende skylag delvis har "spærret for udsigten" ind til de dybereliggende atmosfærelag.

### PSR B1620-26c
Den 10. juli 2005 undersøgte et hold videnskabsmænd ledet af Steinn Sigurdsson, nogle observationsdata fra Hubble-rumteleskopet: De fandt den hidtil ældste exoplanet, 13 milliarder år gammel, og den eneste der vides at kredse om begge "medlemmer" af en dobbeltstjerne (flere andre exoplaneter kredser om ét af "medlemmerne" i et dobbeltstjernesystem). Planeten er omkring dobbelt så stor som Jupiter, og kredser om en pulsar og en hvid dværgstjerne.

### My Arae d
I august 2004 fandt ESOs HARPS-spektograf en planet med ca. 14 gange Jordens masse, i kredsløb om stjernen My Arae: Det er den tredjeletteste exoplanet man hidtil har fundet, og den kan vise sig at være den første Jord-lignende planet vi har set udenfor vores eget solsystem.

### TrES-1
Denne planet blev opdaget under den såkaldte Trans-Atlantic Exoplanet Survey (forkortet TrES) med et automatiseret teleskop der måler blot 10 centimeter i diameter: Den fik den midlertidige betegnelse TrES-1, og blev senere bekræftet ved observationer fra Keck-observatoriet.

### Gliese 876 og dens planetsystem
Den røde dværgstjerne Gliese 876 udmærker sig ved at være omkredset af hele tre kendte planeter, hvoraf Gliese 876 d har en masse der er blot 7½ gange så stor som Jorden: Denne planet er næsten helt sikkert en klode af klippemateriale ligesom Jorden. Den kredser om Gliese 876 i en afstand på blot 2,08% af afstanden mellem Jorden og Solen, og fuldfører et omløb på 1,937 døgn.

### HD 149026 b
HD 149026 b, som kredser om stjernen HD 149026, udmærker sig ved at have den størst kerne for nogen kendt planet, med en masse 70 gange så stor som Jordens, eller to tredjedele af hele planetens masse.

### HD 188753 Ab
I juli 2005 opdagede man exoplaneten HD 188753 Ab kredsende i en afstand af blot 30 millioner kilometer omkring HD 188753; den største af tre "medlemmer" af et dobbeltstjernesystem, som i forvejen kredser tæt omkring hinanden: Planeten er godt og vel på størrelse med Jupiter, og fuldfører et omløb på 3,3 døgn. De to mindre stjerner kredser om hinanden én gang på blot 156 dage, og sammen kredser de om hovedstjernen i en afstand der svarer til afstanden fra vor Sol til et sted mellem Saturn og Uranus. De relativt små afstande og korte omløbstider rejser alvorlig tvivl om vore hidtidige teorier for planetsystemers dannelse og udvikling.

### OGLE-2005-BLG-390Lb
Planeten OGLE-2005-BLG-390Lb blev opdaget ved sin gravitationelle mikrolinse-effekt den 25. januar 2006, og udmærker sig på to punkter: Med en masse på blot 5½ gange Jordens er det den hidtil mindste exoplanet man har opdaget. Samtidig har den rekorden i afstand til "sin" stjerne; 2,6 gange Jordens afstand fra Solen. Da den samtidig kredser om en lyssvag rød dværgstjerne, er den formodentlig også den koldeste af de kendte exoplaneter.

### HAT-P-1b
I 2006 opdagede man ved hjælp af et netværk af små automatiske teleskoper kaldet "HAT", en exoplanet som siden har fået betegnelsen HAT-P-1b: Den er 38% større end Jupiter målt på diameteren, men har en massefylde på blot halvdelen af Jupiters, og sætter dermed "bundrekord" i massefylde. HD 209458 b består tilsyneladende også af temmelig "let" materiale, og indtil nu har man ikke nogen teori der forklarer hvordan sådan nogle store men "lette" planeter kan dannes.

### SWEEPS-10
Exoplaneten SWEEPS-10 har den korteste omløbstid for alle kendte planeter; dens "år", dvs. den tid det tager at fuldføre et omløb om sin stjerne, er kun 10 timer langt. Afstanden mellem SWEEPS-10 og dens stjerne er omkring tre gange afstanden fra Jorden til Månen. Denne opdagelse drager også vore teorier om planetdannelse i tvivl.

### Tau Boötis b
Tau Boötis b er en "varm Jupiter" på en afstand af kun 51 lysår fra Jorden med vand og kulmonoxid i atmosfæren.